# Светско првенство у атлетици у дворани 1989 — скок увис за мушкарце
Такмичење у скоку увис у мушкој конкуренцији на 2. Светском првенству у атлетици у дворани 1989. у Будимпешти (Мађарска) је одржано 3. и 4. марта у Спортској дворани.

## Земље учеснице
Учествовало је 15 такмичара из 13 земаља.
1. Бахаме (1)
2. Бермуди (1)
3. Бугарска (1)
4. Грчка (1)
5. Западна Немачка (2)
6. Куба (1)
7. Пољска (1)
8. САД (2)
9. СССР (1)
10. Уједињено Краљевство (1)
11. Француска (1)
12. Чехословачка (1)
13. Шведска (1)

## Рекорди
| Рекорди пре почетка Светског првенства у дворани 1989. | Рекорди пре почетка Светског првенства у дворани 1989. | Рекорди пре почетка Светског првенства у дворани 1989. | Рекорди пре почетка Светског првенства у дворани 1989. | Рекорди пре почетка Светског првенства у дворани 1989. |                   |
| ------------------------------------------------------ | ------------------------------------------------------ | ------------------------------------------------------ | ------------------------------------------------------ | ------------------------------------------------------ | ----------------- |
| Светски рекорд                                         | 2,42                                                   | Карло Тренхарт                                         | Западна Немачка                                        | Западни Берлин, Западна Немачка                        | 26. фебруар 1988. |
| Рекорд светских првенстава                             | 2,38                                                   | Игор Паклин                                            | Совјетски Савез                                        | Индијанаполис, САД                                     | 8. март 1987.     |
| Рекорд светских првенстава                             | 2,38                                                   | Генадиј Авдјенко                                       | Совјетски Савез                                        | Индијанаполис, САД                                     | 8. март 1987.     |
| Најбољи резултат сезоне у дворани                      | 2,37                                                   | Хавијер Сотомајор                                      | Куба                                                   | Зимерат, Западна Немачка                               | 29. јануар 1989.  |
| Европски рекорд                                        | 2,42                                                   | Карло Тренхарт                                         | Западна Немачка                                        | Западни Берлин, Западна Немачка                        | 26. фебруар 1988. |
| Северноамерички рекорд                                 | 2,37                                                   | Хавијер Сотомајор                                      | Куба                                                   | Зимерат, Западна Немачка                               | 29. јануар 1989.  |
| Јужноамерички рекорд                                   |                                                        |                                                        |                                                        |                                                        |                   |
| Афрички рекорд                                         |                                                        |                                                        |                                                        |                                                        |                   |
| Азијски рекорд                                         | 2,31                                                   | Џу Ђанхуа                                              | Кина                                                   | Кобе, Јапан                                            | 5. март 1986.     |
| Океанијски рекорд                                      |                                                        |                                                        |                                                        |                                                        |                   |
| Рекорди после Светског првенства у дворани 1989.       |                                                        |                                                        |                                                        |                                                        |                   |
| Светски рекорд                                         | 2,43                                                   | Хавијер Сотомајор                                      | Куба                                                   | Будимпешта, Мађарска                                   | 4. март 1989.     |
| Рекорд светских првенстава                             | 2,43                                                   | Хавијер Сотомајор                                      | Куба                                                   | Будимпешта, Мађарска                                   | 4. март 1989.     |
| Северноамерички рекорд                                 | 2,43                                                   | Хавијер Сотомајор                                      | Куба                                                   | Будимпешта, Мађарска                                   | 4. март 1989.     |

### Најбољи светски резултати у 1989. години
Десет најбољих светских такмичара у скоку увис у дворани 1989. године пре почетка првенства (2. марта 1989), имали су следећи пласман на светској ранг листи.
| 1. | Хавијер Сотомајор       | Куба            | 2,37 | 29. јануар  |
| 2. | Карло Трендхарт         | Западна Немачка | 2,36 | 24. фебруар |
| 2. | Патрик Шеберг           | Шведска         | 2,36 | 24. фебруар |
| 4. | Кларенс Николас Сандерс | Бермуди         | 2,35 | 13. јануар  |
| 5. | Дитмар Мегенбург        | Западна Немачка | 2,34 | 24. фебруар |
| 6. | Холис Конвеј            | САД             | 2,33 | 25. фебруар |
| 7. | Алексеј Јемелин         | Совјетски Савез | 2,32 | 4. фебруар  |
| 7. | Рудолф Поварницин       | Совјетски Савез | 2,32 | 4. фебруар  |
| 9. | Брајан Стантон          | САД             | 2,31 | 4. фебруар  |
| 9. | Jake Jacoby             | САД             | 2,31 | 4. фебруар  |

Такмичари чија су имена подебљана учествују на СП 1989.

## Сатница
| Датум        | Време | Ниво          |
| ------------ | ----- | ------------- |
| 6. март 2014 |       | Квалификације |
| 7. март 2014 |       | Финале        |

## Освајачи медаља
|                  |                       |                        |
| Игор Паклин СССР | Генадиј Авдјенко СССР | Јан Звара Чехословачка |

## Резултати

### Квалификације
Квалификациона норма износила је 2,24 м, коју је прескочило 13 такмичара (КВ).
| Место | Атлетичар               | Земља                | ЛР   | ЛРС  |  | Резултат | Белешка |
| ----- | ----------------------- | -------------------- | ---- | ---- |  | -------- | ------- |
| 1.    | Генадиј Авдјенко        | СССР                 | 2,36 | 2,36 |  | 2,24     | КВ      |
| 1.    | Игор Паклин             | СССР                 | 2,36 | 2,34 |  | 2,24     | КВ      |
| 1.    | Карло Трендхарт         | Западна Немачка      | 2.40 | 2,40 |  | 2,24     | КВ      |
| 1.    | Џим Хауард              | САД                  | 2,03 | 2,36 |  | 2,24     | КВ      |
| 1.    | Милтон Оти              | Канада               |      | 3,31 |  | 2,24     | КВ      |
| 1     | Хавијер Сотомајор       | Куба                 |      | 2,30 |  | 2,24     | КВ      |
| 1.    | Сорин Матеј             | Румунија             |      | 2,30 |  | 2,24     | КВ      |
| 1.    | Патрик Шеберг           | Шведска              | 2,41 | 2,41 |  | 2,24     | КВ      |
| 9.    | Роланд Далојзер         | Швајцарска           | 1,99 | 2,30 |  | 2,24     | КВ      |
| 9.    | Џејмс Лот               | САД                  |      | 2,29 |  | 2,24     | КВ      |
| 9.    | Јан Звара               | Чехословачка         | 2,36 | 2,36 |  | 2,24     | КВ      |
| 12.   | Џу Ђанхуа               | Кина                 | 2,31 |      |  | 2,24     | КВ      |
| 12.   | Далтон Грант            | Уједињено Краљевство | 2,37 | 2,27 |  | 2,24     | КВ      |
| 14.   | Еуген Кристијан Попеску | Румунија             |      |      |  | 2,20     | ЛР      |
| 15.   | Андре Шнајдер-Лауб      | Западна Немачка      |      |      |  | 2,20     |         |
| 16.   | Такао Сакамото          | Јапан                | 2,18 |      |  | 2,20     | ЛР      |
| —     | Judex Lefou             | Маурицијус           | 1,91 |      |  | БП       |         |
| —     | Alexis Neophytou        | Кипар                | 1,99 |      |  | НС       |         |

### Финале
| Место | Атлетичар           | Земља                | Резултат | Белешка |
| ----- | ------------------- | -------------------- | -------- | ------- |
|       | Игор Паклин         | СССР                 | 2,38     | РСП, НР |
|       | Hennadiy Avdyeyenko | СССР                 | 2,38     | РСП, НР |
|       | Јан Звара           | Чехословачка         | 2,34     |         |
| 4.    | Хавијер Сотомајор   | Куба                 | 2.32     | САР, НР |
| 5.    | Roland Dalhäuser    | Швајцарска           | 2,32     | =НР     |
| 6.    | Сорин Матеј         | Румунија             | 2,32     |         |
| 7.    | Милтон Оти          | Канада               | 2,28     |         |
| 8.    | Далтон Грант        | Уједињено Краљевство | 2,28     |         |
| 8.    | Џу Ђанхуа           | Кина                 | 2,28     |         |
| 10.   | James Lott          | САД                  | 2.24     |         |
| 10.   | Џим Хауард          | САД                  | 2,24     |         |
| —     | Патрик Шеберг       | Шведска              | БП       |         |
| —     | Карло Трендхарт     | Западна Немачка      | БП       |         |